# 炼灵堂 (那不勒斯)
炼灵中保圣母堂（Chiesa di Santa Maria delle Anime del Purgatorio ad Arco）是一座巴洛克风格的罗马天主教教堂，位于意大利坎帕尼亚大区那不勒斯市中心法庭街（Via dei Tribunali），位于彼得拉桑塔圣母堂（Santa Maria Maggiore della Pietrasanta）以西两个街区。

## 历史

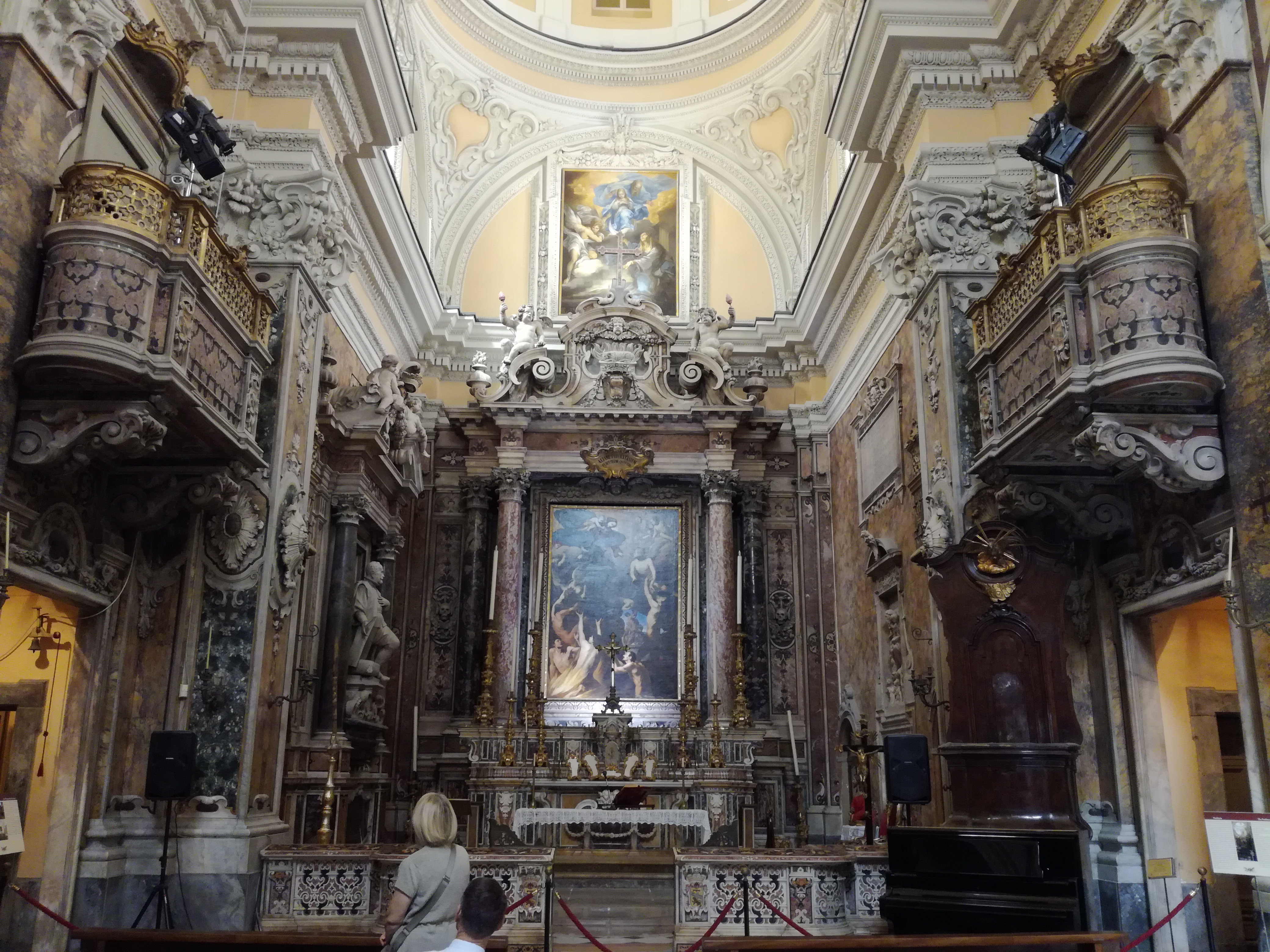
Main altar.

该堂附属于同名的善会，是为炼狱中的灵魂祈祷而建立。教堂由乔万·可乐·迪·佛朗哥设计，于1638年祝圣。后殿装饰有精美的彩色大理石和灰泥，壁柱上饰有头骨。教堂的祭坛画有马西莫·斯坦齐奥内的《圣母帮助炼狱中的灵魂》（1638 年， 正祭台）、安德烈亚·瓦卡罗的《圣若瑟的Transit过境》（1650-51， 右侧第三小堂）,以及卢卡·焦尔达诺的《圣亚肋削之死与神魂超拔》（1661,左侧第三小堂）。
祭坛的左边是朱利奥·马斯特里略的陵墓（安德烈亚·瓦卡罗）。正祭台上方是贾科莫 · 法雷利的油画《圣亚纳将小玛利亚献给圣父》（1670） 以及吉罗拉莫 · 德马吉斯特罗的《圣弥额尔的胜利》（165）。